# Елохин, Агей Александрович

Бюст на аллее Героев в Ирбите

Агей Александрович Елохин (1912—1942) — капитан Рабоче-крестьянской Красной Армии, участник Великой Отечественной войны, Герой Советского Союза (1942).

## Биография
Агей Елохин родился 16 декабря 1912 года в селе Знаменское (ныне — Ирбитский район Свердловской области). Получил начальное образование. Окончил Тавдинскую школу фабрично-заводского ученичества и лётную школу, после чего работал на лесозаготовках, заводе, электростанции. В 1934 году Елохин был призван на службу в Рабоче-крестьянскую Красную Армию. Окончил Ейскую военную школу морских лётчиков. С 20 июня 1941 года старший лейтенант Агей Елохин командовал эскадрильей 69-го истребительного авиаполка 21-й смешанной авиадивизии Южного фронта. С первого дня Великой Отечественной войны — на её фронтах, производил ночные боевые вылеты. В эскадрилье Елохина служили будущие Герои Советского Союза Алелюхин, Куница, Шилов, Королёв, Маланов, Череватенко.
К сентябрю 1941 года Елохин совершил 128 боевых вылетов, 63 из которых — на штурмовку скоплений боевой техники и живой силы противника, принял участие в 39 воздушных боях, сбил несколько вражеских самолётов.
Указом Президиума Верховного Совета СССР от 10 февраля 1942 года за «образцовое выполнение заданий командования и проявленные мужество и героизм в боях с немецкими захватчиками» гвардии старший лейтенант Агей Елохин был удостоен высокого звания Героя Советского Союза с вручением ордена Ленина и медали «Золотая Звезда» за номером 987.
Позднее капитан Елохин стал штурманом 9-го гвардейского истребительного авиаполка. 23 июня 1942 года в одном из боёв под Харьковом его самолёт был сбит и сгорел при посадке. Елохин при этом погиб. Всего за время своего участия в войне он совершил 136 боевых вылетов, принял участие в 41 воздушном бою, сбив 4 самолёта противника лично и ещё 6 — в составе группы.

## Награды
Был также награждён орденами Красного Знамени (05.11.1941 г.) и Красной Звезды.

## Память
В честь Елохина названы улицы в его родном селе и в городе Тавда Свердловской области, и в этом же городе в честь него был назван техникум.